# Оперативное командование «Север»

Зона ответственности ОК «Север» на 1 января 2022 года

Оперативное командование «Север» (ОК «Север») (укр. Оперативне командування «Північ») — оперативное объединение Сухопутных войск Украины.
Области ответственности: Житомирская, Киевская, Полтавская, Сумская, Черкасская, Черниговская и город Киев.

## История
После обретения независимости Украиной, Киевский военный округ был расформирован в 1992 году.
В 1996 году на базе 1-го армейского корпуса (бывшая 1-я гвардейская армия) сформировано Северное оперативно-территориальное командование с органами управления в Чернигове.
В 1998 году на базе Северного оперативно-территориального командования было создано Северное оперативное командование.
В 2005 году на базе Северного оперативного командования было создано территориальное управление «Север», которое охватывало территории Житомирской, Киевской, Полтавской, Сумской, Харьковской, Черкасской и Черниговской областей и города Киева..
В 2013 году на базе 13-го армейского корпуса, органы управления которого располагались в Ровно, было создано Оперативное командование «Север» (командующий 13 АК стал командующим ОК «Север»). К 2015 году на территории ответственности командования, кроме военных частей бывшего 13 АК, которые перешли в подчинение ОК «Север», частично дислоцировались части 8 АК до расформирования последнего в марте 2015 года.
В 2015 году управление перенесено в Чернигов, а органам управления в Ровно подчинено ОК «Запад».
В 2022 году зона ответственности ОК «Север» стала зоной боевых действий на первом этапе российского вторжения.

## Состав

Размещение территориального управления «Север» на карте Украины (2005—2013)

Войска управления в 2005—2013 годах располагались на территории 7 областей: Житомирской, Киевской, Полтавской, Сумской, Харьковской, Черниговской, Черкасской. Днём создания считается 15 августа — дата первого приказа за подписью тогдашнего врио начальника управления полковника Юрия Горолюка. В состав территориального управления «Север» входили соединения и части 8-го армейского корпуса (8 АК):
- 1-я отдельная танковая бригада (пгт. Гончаровское, Черниговская обл).
- 30-я отдельная механизированная бригада (г. Новоград-Волынский, Житомирская обл).
- 72-я отдельная механизированная бригада (г. Белая Церковь, Киевская обл).
- 26-я артиллерийская бригада (г. Бердичев, Житомирская обл).
- 95-я отдельная аэромобильная бригада (г. Житомир, Житомирская обл).
- 27-й отдельный полк реактивной артиллерии (г. Сумы, Сумская обл).
- 12-й инженерный полк[укр.]
- 16-я отдельная бригада армейской авиации
- 307-й отдельный батальон радиоэлектронной борьбы[укр.]
- 1129-й зенитно-ракетный полк[укр.] (г. Белая Церковь, Киевская обл).
- 169-й учебный центр сухопутных войск (пгт. Десна, Черниговская обл).
- 28-й отдельный учебный батальон аэромобильных войск (пгт. Десна, Черниговская обл).

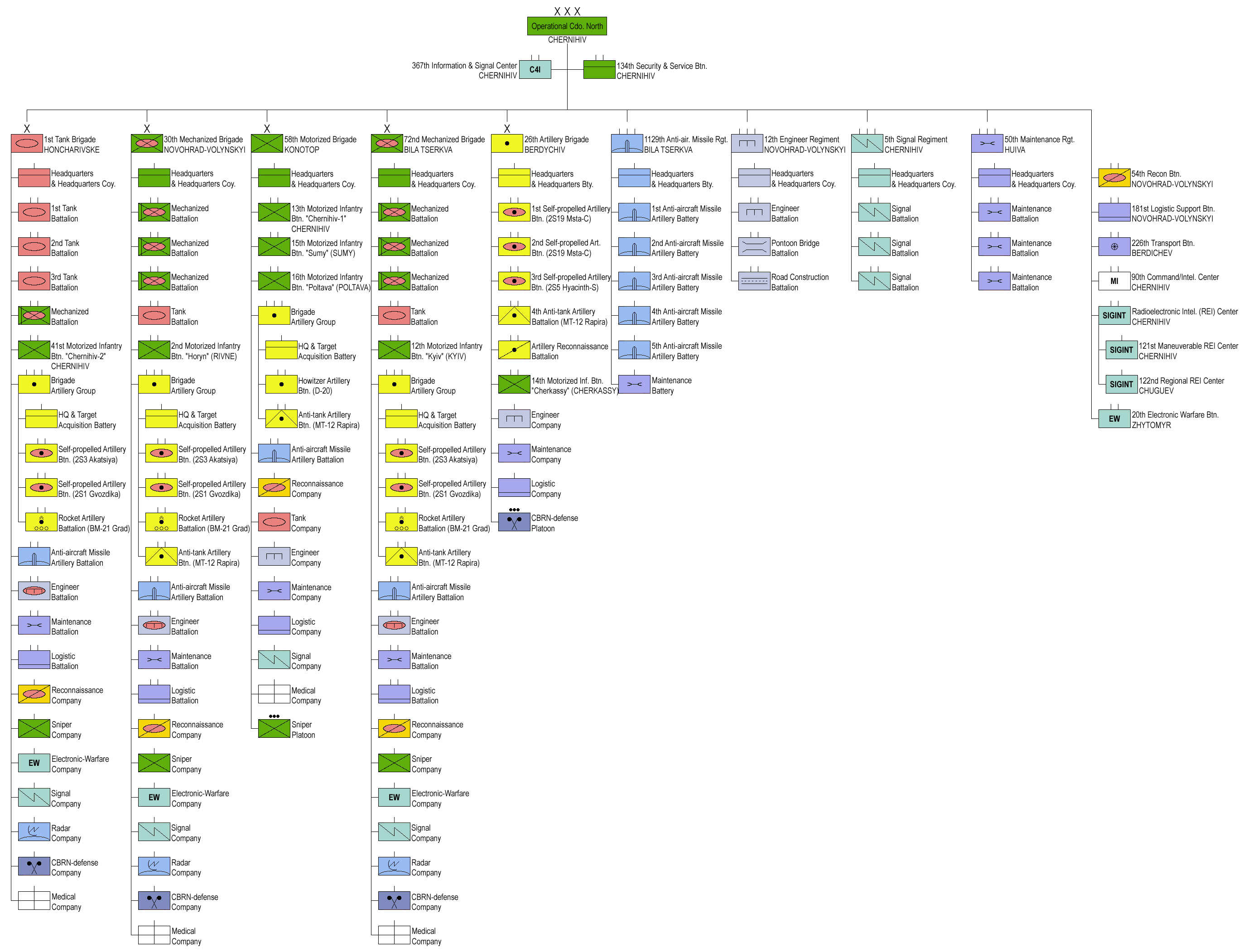
Состав ОК «Север» на 2017 год

### 2021 год
- 1-я отдельная танковая бригада, в/ч А1815 (пгт Гончаровское);
- 30-я отдельная механизированная бригада, в/ч А0409 (г. Звягель);
- 72-я отдельная механизированная бригада, в/ч А2167 (г. Белая Церковь);
- 58-я отдельная мотопехотная бригада, в/ч 0425 (г. Сумы, г. Конотоп, г. Глухов, пгт Воронеж);
- 26-я отдельная артиллерийская бригада, в/ч А3091 (г. Бердичев);
- 1129-й зенитный ракетный полк[укр.], в/ч А1232 (г. Белая Церковь);
- 54-й отдельный разведывательный батальон[укр.], в/ч А2076 (г. Новоград-Волынский);
- 90-й командно-разведывательный центр;
- Региональный центр радиоэлектронной разведки, в/ч А2622 (г. Чернигов):
  - 121-й маневренный центр РЭР, в/ч А1783 (г. Чернигов)
  - 122-й отдельный центр РЭР, в/ч А1993 (г. Чугуев)
- 20-й отдельный батальон РЭБ, в/ч А1262 (г. Житомир);
- 5-й отдельный полк связи, в/ч А2995 (Чернигов);
- 12-й отдельный полк оперативного обеспечения, в/ч А3814 (г. Новоград-Волынский) (комбинированное подразделение инженерных войск + войск РХБ защиты);
- 50-й отдельный ремонтно-восстановительный полк, в/ч А1586 (пгт Гуйва);
- 226-й отдельный автомобильный батальон (г. Бердичев);
- 134-й отдельный батальон охраны и обслуживания, в/ч А1624 (г. Чернигов);
- 184-й отдельный батальон обеспечения;
- Иные специальные части и части обеспечения;
- Военные комиссариаты.

## Штаб командования

### Командиры
- генерал-лейтенант Борискин, Валентин Данилович (1992—1996)
- генерал-полковник Колотов, Виктор Николаевич[укр.] (1998—2000)
- генерал-полковник Шустенко, Олег Михайлович[укр.] (2000—2005)
- полковник Горолюк Юрий Валентинович (2005, врио)
- генерал-майор Бессараб, Сергей Борисович (август 2005—2007)
- генерал-лейтенант Сиротенко, Анатолий Николаевич[укр.] (2007—2012)
- полковник И. В. Шпак (2012, врио)
- полковник С. И. Полтавец (2012—2013, врио)
- генерал-лейтенант Колесник, Игорь Иванович[укр.] (ноябрь 2013—2015)
- генерал-майор Локота, Александр Дмитриевич[укр.] (2015 — февраль 2017)
- генерал-майор Назаркин, Вячеслав Николаевич (февраль 2017—2017)
- генерал-майор Кравченко, Владимир Анатольевич (2017—2019)
- генерал-майор Осипчук, Василий Николаевич[укр.] (2019, и. о.)[7]
- генерал-майор Залужный, Валерий Федорович (декабрь 2019—2021)
- генерал-майор Николюк, Виктор Дмитриевич (октябрь 2021—н.в.)[8][9]

### Начальники штаба — первые заместители
- генерал-майор Кравченко, Владимир Анатольевич (2015—2017)
- генерал-майор Ромыгайло, Пётр Дмитриевич[укр.] (2017—н.в.)

### Заместители
- генерал-майор Грищенко, Андрей Николаевич[укр.] (2015—2016)
- полковник Красота Игорь Алексеевич (2016—2018)
- генерал-майор Осипчук, Василий Николаевич[укр.] (2018—2020)[10][11]
- генерал-майор Оцерклевич, Алексей Ярославович[укр.] (2020—н.в.)

## Символика

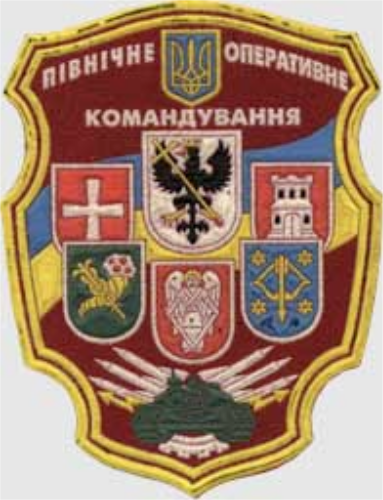
1998—2005
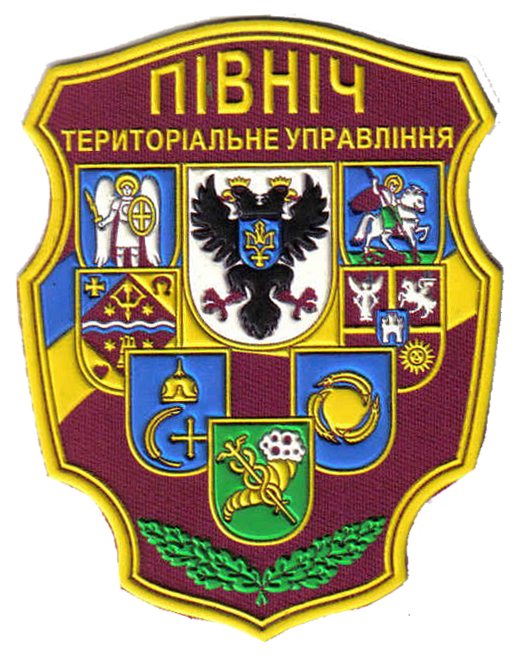
2005—2013
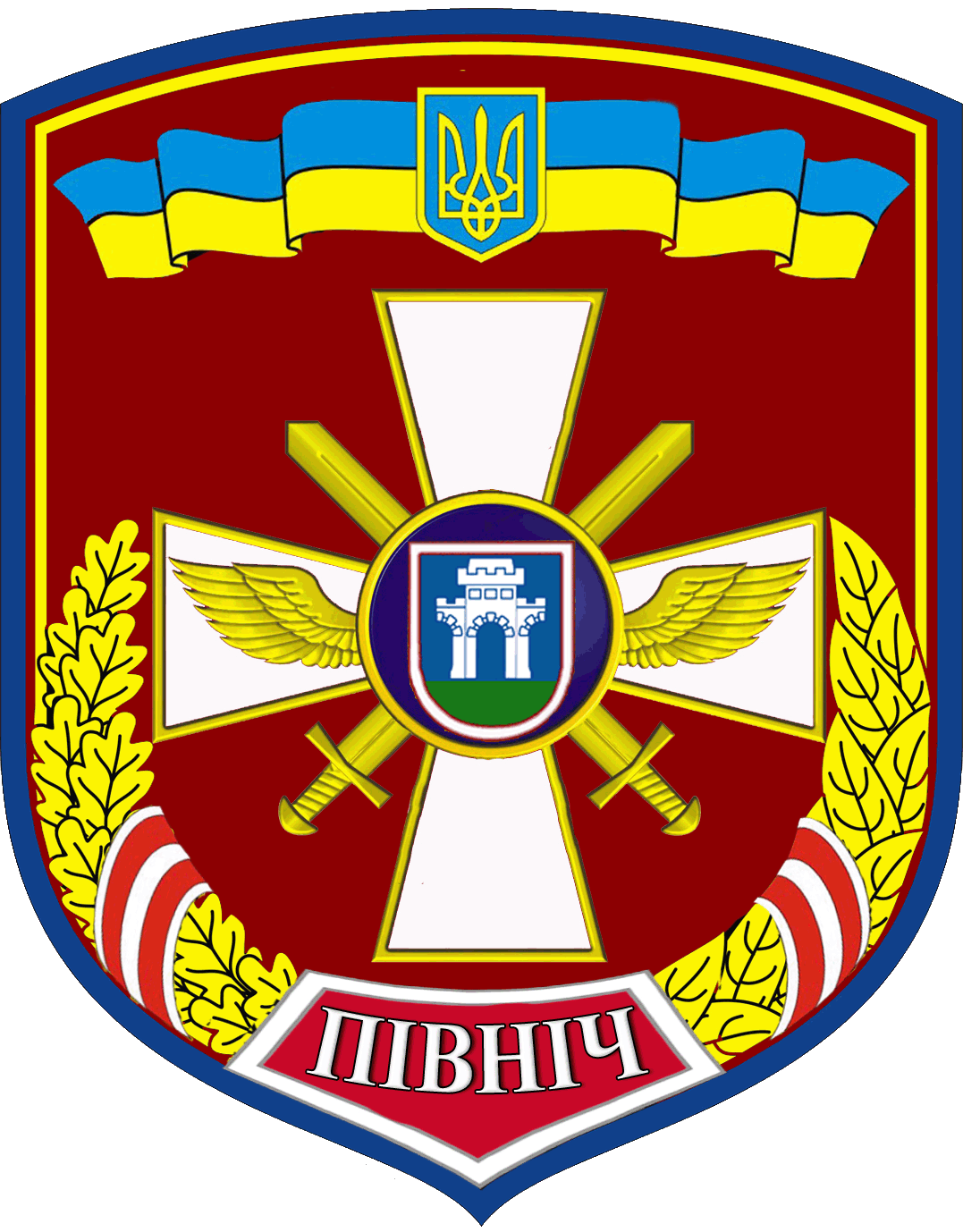
2013—2015
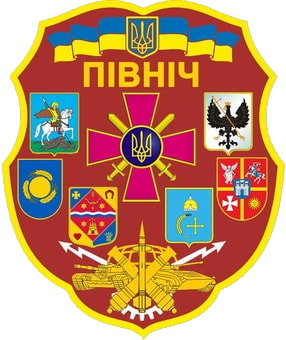
2015—2020
С 2020